# Krater (general)
Krater (370. – 321. pr. Kr.), makedonski general Aleksandra III. Velikog. Krater je ubijen već na početku borbi dijadoha za vlast nad Aleksandrovim carstvom. 
U toku Aleksandrova pohoda na u Indiju Krater je bio jedan od glavnih vojnih zapovjednika. Posebno se istaknuo u bitci kod Hidaspa, 326. pr. Kr.
324. pr. Kr. predvodio je oko 9000 vojnih veterana na povratku u Makedoniju.
Nakon Aleksandrove smrti, 323. pr. Kr., izbio je u Grčkoj ustanak protiv makedonaca pod vodstvom Atene. Krater je stigao iz Azije s vojnim pojačanjem u pomoć Antipateru. Krater i Antipater su zajedno pobijedili grke u bitci kod Kranona, 322. pr. Kr.
Time je Lamijski rat završen.
Pod pritiskom ostalih generala Perdika, glavni regent carstva, pristao je podijeliti regentstvo s Kraterom i Antipaterom. Perdika je ipak ostao vrhovni vojni zapovjednik pa se Krater zatim udružio s Antipaterom, Antigonom, Ptolemejem i Lizimahom protiv Perdike. U oblasti Kapadocijom, 321. pr. Kr., Kratera je porazio Eumen. Tu je i poginuo.